# Dan Mitrione
Daniel Anthony Mitrione (4 de agosto de 1920 - 10 de agosto de 1970) foi um policial estadunidense, agente do FBI e conselheiro de governos da América Latina, onde atuou na década de 1960, colaborando com as ditaduras que governaram o Brasil e o Uruguai.
Em meados dos anos 1960, Mitrione foi contratado pela Agência dos Estados Unidos para o Desenvolvimento Internacional (USAID) para treinar as polícias do Brasil e do Uruguai, ensinando métodos de tortura que se disseminaram no Brasil e no Uruguai, resultando em inúmeros casos de violações de direitos humanos e brutalidade policial naqueles países.
Alguns documentos liberados pelo governo americano sobre as atividades de Mitrione na América do Sul estão arquivados no National Security Archive.

## Carreira

### Instrutor de repressão e tortura
De 1960 a 1967, Mitrione trabalhou com as polícias brasileiras, primeiro em Belo Horizonte e depois no Rio de Janeiro. Documentos mostram que Mitrione ensinava como usar choques elétricos sem deixar marcas. Em suas aulas de treinamento em tortura na polícia de Belo Horizonte, Mitrione dava demonstrações práticas de tortura, utilizando-se de presos, mendigos e indigentes. Mitrione insistia em utilizar-se dos manuais da CIA, os Manuais KUBARK, insistindo que eles refletiam o fato de que tortura eficaz é ciência (nas palavras de Mitrione em inglês: "effective torture was science"). Em 1969 Mitrione foi para o Uruguai onde continuou suas atividades em treinamento de tortura disfarçado de encarregado de negócios na embaixada americana. O seu disfarce era ser funcionário da Agência Internacional para o Desenvolvimento norte-americana.
Mitrione disseminou as técnicas de tortura da CIA no Brasil e no Uruguai e formou centenas de discípulos. O jornal Clarín se referiu a ele como "El Maestro de La Tortura". O programa-tipo dos  cursos ministrados por Dan Mitrione estão divulgados no livro Estado de Sítio. Como consequência, a tortura generaliza-se no Uruguai e profissionaliza-se, aumenta a rede de informações e controlo do correio, aumenta a utilização das espingardas das balas de chumbo. Envia vários alunos para cursos nos EUA, trazendo técnicas policiais mais sofisticadas, formados por boinas verdes. É responsável por formação na repressão de ajuntamentos da população. Mitrione ensinava os torturadores a conhecer os pontos fracos e vícios do interrogado de forma a quebrar o prisioneiro. Introduz instrumentos de tortura como a picana elétrica e manda vir agulhas elétricas com hastes de metal com diversas espessuras, as mais finas para espetar entre os dentes, para substituir a rudimentar versão argentina, até ai utilizada.
A 5 de Junho de 1970, o semanário uruguaio Marcha, publica o relatório da comissão especial de inquérito do Senado que denuncia a intensificação da tortura no Uruguai, com amplas provas sobre o caso.

### Sequestro e julgamento popular
Em 31 de julho de 1970, Mitrione foi sequestrado no Uruguai, por revolucionários Tupamaros, que visavam interrogá-lo acerca dos sistemas norte-americanos de ajuda às ditaduras da América Latina. Os revolucionários também pretendiam usar Mitrione como  moeda de troca para a libertação de 150 presos políticos pelo regime autoritário uruguaio.
Durante sua captura, Mitrione foi alvejado com um tiro no ombro. O ferimento recebeu cuidados durante seus dias de cativeiro, enquanto se iniciavam as negociações com o governo uruguaio e membros do governo norte-americano.
Paralelamente, alguns líderes tupamaros foram descobertos e presos (entre eles Raúl Sendic) naqueles dias. Existe a suposição de que, por esse motivo, além da recusa do governo uruguaio em libertar os presos políticos, os Tupamaros tenham decidido matar o prisioneiro. Em contraste, outro funcionário da Agência Internacional para o Desenvolvimento norte-americana, Claude Fly seria libertado por nada se concluir contra ele.
Este caso será a base do filme com o mesmo título, realizado por Costa-Gavras e argumento do próprio e Franco Solinas.
Após a sua morte, Lee Echols será o seu substituto.

## Vida pessoal
Dan Mitrione era casado e tinha nove filhos. 

## Morte
No dia 10 de agosto de 1970, Mitrione foi encontrado dentro de um carro com dois tiros na cabeça.
Ao seu funeral Richard Nixon enviou seu  genro, David Eisenhower, e seu Secretário de Estado, William Rogers. Frank Sinatra e Jerry Lewis organizaram um espetáculo beneficente para a família de Mitrione em Richmond, Indiana.